# 马瓦纳
马瓦纳（Mawana），是印度北方邦Meerut县的一个城镇。总人口69199（2001年）。

## 人口
该地2001年总人口69199人，其中男性36409人，女性32790人；0—6岁人口11451人，其中男6171人，女5280人；识字率53.00%，其中男性为60.83%，女性为44.31%。